# Charles Dorian
Pour les articles homonymes, voir Dorian.
Charles Dorian, né le 12 avril 1852 à Saint-Étienne dans le quartier Valbenoîte (Loire) et mort le 13 juin 1902 à Paris, est un homme politique français.

## Biographie
Charles Dorian est le fils de Pierre-Frédéric Dorian (1814-1873), homme politique et de Frédérique-Caroline Holtzer (1828-1890) ainsi que le petit-fils de Jacob Holtzer (1802-1862), maître de forges. Il est le frère de Daniel Dorian (1855-1903), homme politique.
Il est député de la Loire de 1887 à 1889 puis de 1893 à 1902, siégeant à gauche, sur les bancs opportunistes. De 1896 à 1900, Charles Dorian est maire de Feurs. Son activité parlementaire est très réduite. 
Charles Dorian consacre du temps à la préparation de l'expédition saharienne Foureau-Lamy à laquelle il participe de septembre 1898 à octobre 1900. L'un de ses compagnons dans la marche vers Zinder peut écrire : « Il était venu pour servir en simple soldat dans une expédition dont il était l'un des mécènes les plus généreux... Il fut l'ami de tous les instants, le soutien et l'appui moral de nos chefs... Nul n'était plus endurant que ce « député au Sahara » comme il aimait à s'appeler lui-même ». Au retour de l'expédition, il avait entrepris des études pour la pénétration économique de la région du Tchad. 
Charles Dorian meurt à Paris le 15 juin 1902.
A la séance du 16 juin 1902, le président du Sénat Léon Bourgeois annonça son décès et lui rend hommage en ces termes : « Charles Dorian a vu dans une grande situation de famille et de fortune, non un titre à l'oisiveté mais les moyens d'une activité plus grande et la raison de devoirs plus étendus... Il a su placer son nom, auprès de celui de son père, parmi ceux des hommes dont se souvient la patrie ».
Son frère Daniel Dorian lui succède à la députation.
Il est inhumé avec son père au cimetière du Père-Lachaise (division 70).

### Vie privée
Il se marie le 6 septembre 1877 dans le 9e arrondissement de Paris avec Kapitolina Sergueïevna Mestcherskaïa (1839-1919) dite Tola Dorian, poétesse et romancière française d'origine russe. De ce mariage est née une fille :
- Dora Dorian (née le 26 octobre 1875 à Florence - morte le 25 décembre 1951 à Boulogne-Billancourt), mariée en premières noces avec Jean Ajalbert puis en secondes noces avec Georges Hugo, avec postérité[1].

## Décoration

### Décoration française
- Chevalier de la Légion d'honneur (8 mai 1901)

### Sources
- « Charles Dorian », dans Adolphe Robert et Gaston Cougny, Dictionnaire des parlementaires français, Edgar Bourloton, 1889-1891 [détail de l’édition].
- Jean Jolly (dir.), Dictionnaire des parlementaires français, Presses universitaires de France.